# تحويل زد
في الرياضيات أو علم معالجة الإشارات، فإنّ تحويل Z هو مؤثر رياضي يحوّل إشارة متقطعة، أي متتالية من الأعداد الحقيقية أو المركبة، يحوّلها إلى تمثيل تلك الإشارة في مجال التردد المركّب.
ويمثل تحويل زد للإشارات المتقطعة المقابلة لتحويل لابلاس أو تحويل فورييه؛ ففي حين تحول عملية لابلاس أو فورييه دالة بمتغير متصل (مثل الزمن) إلى دالة فيها المتغير هو التردد فإن تحويل زد يحول مجموعة (ممكن أن تكون لانهائية) من العينات (أي إشارة متقطعة) إلى دالة متغيرها هو التردد المركب. وفعلاً، فبالإمكان صياغة قوانين رياضية تصل بين مؤثرات التحويل المختلفة إذا فرضنا أن الإشارة المتقطعة هي استعيان للدالة المستمرّة بتردد استعيان ما.
وكان راغاتسيني وزادة هما اللذان صاغا تحويل زد بهذا الاسم في عام 1952.

## تعريف
مثل العديد من التحويلات التكاملية، فبالإمكان تعريف تحويل زد بصيغتين: أحادية أو ثنائية الجانب.

### التحويل ثنائي الجانب
يرمز لتحويل زد ثنائي الجانب بالنسبة للإشارة المتقطعة {\displaystyle x\left[n\right]} بالرمز {\displaystyle X\left(z\right)}، ويعرف كالتالي:
{\displaystyle X\left(z\right)={\mathcal {Z}}\left\{x\left[n\right]\right\}=\sum _{n=-\infty }^{+\infty }x\left[n\right]z^{-n}}،
حيث n هو عدد صحيح وz هو عدد مركب ما:
{\displaystyle z=Ae^{j\phi }=A\left({\mbox{cos}}\phi +j{\mbox{sin}}\phi \right)}،
حيث A هو مقدار العدد z و{\displaystyle \phi } هو طوره بالراديان.

### التحويل أحادي الجانب
عادة ما يستعمل هذا التحويل في استعمالات معالجة الإشارة عندما تكون الإشارة سببية، أي أنّ {\displaystyle x\left[n\right]} معرفة فقط لـ{\displaystyle n\geq 0}.
{\displaystyle X\left(z\right)={\mathcal {Z}}\left\{x\left[n\right]\right\}=\sum _{n=0}^{+\infty }x\left[n\right]z^{-n}}.

## التحويل العكسي
تحويل زد العكسي معرّف كالتالي:
{\displaystyle x\left[n\right]={\mathcal {Z}}^{-1}\left\{x\left[n\right]\right\}={\frac {1}{2\pi j}}\oint _{C}X\left(z\right)z^{n-1}dz}،
بحيث C هو مسار دائري بعكس عقارب الساعة يحوي نقطة الأصل ومتواجد كليًا داخل منطقة التقارب. على المسار C أن يحيط جميع أقطاب الدالة {\displaystyle X\left(Z\right)}.
في الحالة الخاصة التي يكون فيها مسار التكامل C هو دائرة الوحدة (وبشرط أن تكون دائرة الوحدة تابعة لنطاق التقارب)، فبالإمكان تبسيط المعادلة أعلاه لتصبح ما يعرف بتحويل فورييه العكسي بالزمن المتقطع (DTFT):
{\displaystyle x\left[n\right]={\frac {1}{2\pi }}\int _{-\pi }^{+\pi }X\left(e^{jw}\right)e^{jwn}dw}.
وبالفعل فإذا كانت دائرة الوحدة في نطاق التقارب، فإنّ قيم تحويل زد للإشارة على طول دائرة الوحدة مساوية لقيم تحويل فورييه بالزمن المنقطع.

## نطاق التقارب
إنّ نطاق التقارب، ويرمز له بـROC، هو المحل الهندسي لجميع النطاق في مستوى الأعداد المركبة التي يتقارب فيها حساب تحويل زد لقيمة نهائية:
{\displaystyle ROC=\left\{z:\left|\sum _{n=-\infty }^{+\infty }x\left[n\right]z^{-n}\right|<\infty \right\}}

### مثال 1 (نطاق تقارب خالِ)
إذا نظرنا إلى الإشارة {\displaystyle x\left[n\right]=0.5^{n}} في المجال {\displaystyle \left(-\infty ,+\infty \right)} نرى أنّ:
{\displaystyle x\left[n\right]=\left\{\dots ,0.5^{-3},0.5^{-2},0.5^{-1},1,0.5,0.5^{2},0.5^{3},\dots \right\}=\left\{\dots ,2^{3},2^{2},2,1,0.5,0.5^{2},0.5^{3},\dots \right\}}.
من هنا فنرى أنّه لأي قيمة {\displaystyle z} كانت، لن يتقارب المجموع المطلوب في تحويل زد لقيمة نهائية، أي أنّ نطاق التقارب لهذه الإشارة خالٍ.